# Championnats de Belgique d'athlétisme 1967
En 1967 les Championnats de Belgique d'athlétisme toutes catégories pour hommes et pour femmes se sont déroulés les 5 et 6 août à Bruxelles

## Résultats
| Hommes                  | Prestation    | Catégorie         | Femmes                | Prestation   |
| ----------------------- | ------------- | ----------------- | --------------------- | ------------ |
| Paul Poels              | 10 s 8        | 100 m             | Monique Vanherck      | 12 s 4       |
| Paul Poels              | 21 s 4        | 200 m             | Rosika Verberckt      | 25 s 8       |
| Willy Vandenwijngaerden | 48 s 0        | 400 m             | Annie-Paule Knipping  | 57 s 4       |
| Willy Mertens           | 1 min 52 s 5  | 800 m             | Marie-Claire Decroix  | 2 min 17 s 2 |
| André Dehertoghe        | 3 min 44 s 5  | 1 500 m           | -                     | -            |
| Johnny Dumon            | 14 min 11 s 4 | 5 000 m           | -                     | -            |
| Robert Folie            | 30 min 12 s 6 | 10 000 m          | -                     | -            |
| -                       | -             | 80 m haies        |                       |              |
| Wilfried Geeroms        | 14 s 4        | 110 m haies       | -                     | -            |
| Wilfried Geeroms        | 52 s 9        | 400 m haies       | -                     | -            |
| Gaston Roelants         | 8 min 38 s 2  | 3 000 m steeple   | -                     | -            |
| Freddy Herbrand         | 1,97 m        | Saut en hauteur   | Rita Vanherck         | 1,65 m       |
| Paul Coppejans          | 4,40 m        | Saut à la perche  | -                     | -            |
| Yves Theisen            | 7,32 m        | Saut en longueur  | Monique Vanherck      | 5,87 m       |
| Albert Van Hoorn        | 13,89 m       | Triple saut       | -                     | -            |
| Bertrand De Decker      | 16,24 m       | Lancer du poids   | Marcella Cooremans    | 12,63 m      |
| Bertrand De Decker      | 49,17 m       | Lancer du disque  | Monique Goeffers      | 41,10 m      |
| Lode Wyns               | 67,74 m       | Lancer du javelot | Ghislaine D'Hollander | 39,70 m      |
| Marcel Hertogs          | 57,96 m       | Lancer du marteau | -                     | -            |

## Sources
- Ligue Belge Francophone d'Athlétisme